# Peachtree City
Peachtree City – miasto w Stanach Zjednoczonych, w stanie Georgia, w hrabstwie Fayette. Według spisu w 2020 roku liczy 38,2 tys. mieszkańców. Znajduje się w południowej części aglomeracji Atlanty.

## Demografia
Populacja osób białych nielatynoskich (75%) jest stosunkowo większa niż dla hrabstwa i stanu. Następnie 7,7% stanowili Latynosi, 6,7% Afroamerykanie i 6,4% Azjaci. 2,7% deklaruje polskie pochodzenie.